# Représentation (art)
Pour les articles homonymes, voir Représentation.
En art, une représentation signifie stricto sensu « ce que l'on donne à voir » — du latin repraesentare, « rendre présent » (et pas « présenter à nouveau » comme on le dit souvent).
En analyse d'image (et en analyse d'œuvre d'art en particulier), la représentation est un mode sémantique qui signifie « imitation de l'apparence » et est dans ce sens à distinguer de la symbolisation qui fait appel à des signes et de l'Expression qui, par des moyens artistiques, permet de parvenir à cet univers métasensible qui ne peut, directement, être exprimé par la conceptualisation scientifique.
Les variations dans la représentation sont un moyen exprimer ce qui, par extension, fait que le concept de représentation associe souvent les deux — cela peut donc dans ce cas renvoyer à une réalité revue et traduite par l'artiste.